# Maria Anna van Palts-Neuburg
Maria Anna van Palts-Neuburg (Benrath, 28 oktober 1667 – Guadalajara, 16 juli 1740) was van 1690 tot 1700 koningin van Spanje, Sardinië, Napels en Sicilië. Ze behoorde tot het huis Palts-Neuburg.

## Levensloop
Maria Anna was een dochter van vorst Filips Willem van de Palts uit diens tweede huwelijk met Elisabeth Amalia, dochter van landgraaf George II van Hessen-Darmstadt. Ze kreeg een uitgebreide wetenschappelijke en muzikale opleiding, terwijl haar religieuze opleiding werd toevertrouwd aan de Jezuïeten.
Op 4 mei 1690 werd ze in het San Diegoklooster nabij Valladolid de tweede echtgenote van de kinderloze koning Karel II van Spanje (1661-1700), op aandringen van diens moeder Maria Anna van Oostenrijk. Karel voelde zich echter op geen enkele manier tot haar aangetrokken. 
Maria Anna had een zeer grote politieke invloed op haar geestelijk en lichamelijk gehandicapte echtgenoot. Het eigenlijke doel van het huwelijk, Karel II een erfgenaam schenken, mislukte en bij het overlijden van Karel in november 1700 stierf de Spaanse tak van het huis Habsburg uit. Na Karels dood maakte ze korte tijd deel uit van de Spaanse regering. In het testament van Karel II was vastgelegd dat Filips V, een kleinzoon van koning Lodewijk XIV van Frankrijk, hem moest opvolgen, maar Maria Anna liet het testament vernietigen en stuurde een brief aan keizer Leopold I, waarin ze zijn zoon, aartshertog Karel, aanduidde als erfgenaam. Uiteindelijk leidde dit tot de Spaanse Successieoorlog.
Na de dood van haar echtgenoot trok Maria Anna zich met haar biechtvader Gabriel Pontifeser en haar vertrouwelinge, mevrouw von Berlepsch, terug in Toledo. Toen de Fransen de overhand begonnen te krijgen in de Spaanse Successieoorlog, ging zij de facto als staatsgevangene in ballingschap naar Bayonne, in het  Franse Baskenland. Reeds in haar tijd in Spanje ging het gerucht de ronde dat Maria Anna een buitenechtelijke relatie met een Joodse bankier, de graaf van Adenero, had gehad met wie ze een kind gekregen zou hebben. Ook werd beweerd dat ze moeder zou zijn van de graaf van Saint-Germain, een mysterieuze avonturier.
In 1738 keerde Maria Anna terug naar Spanje. Ze leefde de laatste twee jaar van haar leven in het Palacio del Infantado in Guadalajara en overleed in juli 1740 op 72-jarige leeftijd. Maria Anna werd bijgezet in het abdijcomplex van Escorial.